# Fußball-Weltmeisterschaft der Frauen 2007/Statistik
Dieser Artikel gibt einen Überblick über die Rekorde und Statistiken zur Fußball-Weltmeisterschaft der Frauen 2007.

## Torjägerinnen
- Birgit Prinz stellte zunächst mit ihrem dritten Tor beim 11:0-Sieg gegen Argentinien den WM-Rekord von Michelle Akers (USA) ein und löste sie mit dem 1:0-Führungstor im dritten Gruppenspiel gegen Japan als WM-Rekordtorschützin ab. Mit dem Treffer zur 1:0-Führung im Finale erhöhte sie auf 14 WM-Tore. Prinz war die erste Rekordhalterin, die ihre Tore bei vier Turnieren erzielte.
- Schnellste Torschützin: Melissa Tancredi (Kanada) in der 33. Sekunde beim 2:2-Remis gegen Australien

### Beste Torschützinnen
| Rang | Spielerin                 | Tore |
| ---- | ------------------------- | ---- |
| 1    | Birgit Prinz              | 7    |
| 2    | Maren Meinert             | 4    |
|      | Kátia                     | 4    |
|      | Kerstin Garefrekes        | 4    |
| 5    | Victoria Sandell Svensson | 3    |
|      | Homare Sawa               | 3    |
|      | Mio Otani                 | 3    |
|      | Dagny Mellgren            | 3    |
|      | Christine Latham          | 3    |
|      | Christine Sinclair        | 3    |
|      | Hanna Ljungberg           | 3    |
|      | Marta                     | 3    |
|      | Abby Wambach              | 3    |

Zudem 11 Spielerinnen mit zwei Toren, 41 Spielerinnen mit einem Tor und 3 Eigentore

## Abschlusstabelle WM 2007
Rangliste nach Kriterien der FIFA:
| Rang | Mannschaft          | Spiele | Gewonnen | Unentschieden | Verloren | Tore  | Tordifferenz | Punkte |
| ---- | ------------------- | ------ | -------- | ------------- | -------- | ----- | ------------ | ------ |
| 01   | Deutschland         | 6      | 5        | 1             | 0        | 21:0  | +21          | 16     |
| 02   | Brasilien           | 6      | 5        | 0             | 1        | 17:04 | 13           | 15     |
| 03   | Vereinigte Staaten  | 6      | 4        | 1             | 1        | 12:07 | +5           | 13     |
| 04   | Norwegen            | 6      | 3        | 1             | 2        | 12:11 | +1           | 10     |
| 05   | Volksrepublik China | 4      | 2        | 0             | 2        | 05:07 | −1           | 6      |
| 06   | Australien          | 4      | 1        | 2             | 1        | 09:07 | +2           | 5      |
| 07   | England             | 4      | 1        | 2             | 1        | 08:06 | +2           | 5      |
| 08   | Nordkorea           | 4      | 1        | 1             | 2        | 05:07 | −2           | 4      |
| 09   | Kanada              | 3      | 1        | 1             | 1        | 07:04 | +3           | 4      |
| 10   | Japan               | 3      | 1        | 1             | 1        | 03:04 | −1           | 4      |
|      | Schweden            | 3      | 1        | 1             | 1        | 03:04 | −1           | 4      |
| 12   | Dänemark            | 3      | 1        | 0             | 2        | 04:04 | ±0           | 3      |
| 13   | Nigeria             | 3      | 0        | 1             | 2        | 01:04 | −3           | 1      |
| 14   | Neuseeland          | 3      | 0        | 0             | 3        | 00:09 | −9           | 0      |
| 15   | Ghana               | 3      | 0        | 0             | 3        | 03:15 | −12          | 0      |
| 16   | Argentinien         | 3      | 0        | 0             | 3        | 01:18 | −17          | 0      |

Anmerkungen:
- Entscheidend für die Reihenfolge nach FIFA-Kriterien ist zunächst die erreichte Runde (Sieger, Finalist, Dritter, Halbfinalist, Viertelfinalist, Vorrundenteilnehmer). Ist die erreichte Runde gleich, entscheiden der Reihe nach die Zahl der Punkte, die Tordifferenz, die Zahl der geschossenen Tore und der direkte Vergleich.

## Spielerinnen
- Kristine Lilly (USA) bestritt im Spiel um Platz 3 ihr 30. WM-Spiel. Schon im zweiten Gruppenspiel hatte sie den WM-Rekord von Lothar Matthäus mit ihrem 26. WM-Spiel überboten. Sie war auch die erste Spielerin, die an 5 WM-Turnieren teilnahm und dabei in allen Spielen ihrer Mannschaft eingesetzt wurde. Mit einem Alter von 36 Jahren und 62 Tagen war sie auch bis 2015 die älteste WM-Spielerin.
- Jüngste Spielerin: Analie Longo (Neuseeland) mit 16 Jahren und 76 Tagen (1 Einsatz durch Einwechslung in der 87. Minute gegen Dänemark)
- Nadine Angerer (Deutschland) blieb als erste Spielerin in sechs WM-Spielen in Folge ohne Gegentor, konnte als erste Spielerin im Finale einen Strafstoß halten und überbot den zuvor von Bente Nordby (Norwegen) bei der WM 1995 aufgestellten Rekord von 356 Minuten ohne Gegentor um 184 Minuten. Bei der folgenden WM dehnte sie ihn auf die immer noch geltende Rekordzeit von 622 Minuten aus.
- Birgit Prinz (Deutschland) erreichte als erste Spielerin zum dritten Mal das Finale und spielte dabei 252 Minuten (1995, 2003, 2007) und hält den Rekord für die längste Zeitspanne zwischen zwei Finalteilnahmen. Zwischen ihrer ersten (1995) und letzten (2007) Endspielteilnahme lagen 12 Jahre und 117 Tage.

## Trainer
- Mit Silvia Neid konnte erstmals eine Trainerin den Titel gewinnen, die auch als Spielerin an einer WM teilgenommen hatte. Zuvor waren es dreimal Männer.
- Even Pellerud (Norwegen) nahm als erster Trainer zum vierten Mal an der WM teil, 1991 und 1995 mit Norwegen, nun wie 2003 mit Kanada, und baute seinen WM-Rekord auf 21 Spiele aus, was noch von keinem anderen Trainer erreicht wurde und nur von ihm weiter ausgebaut wurde.
- Nur Australien, China, Kanada und Neuseeland wurden von einem ausländischen Trainer betreut, dem Schotten Tom Sermanni, der Schwedin Marika Domanski-Lyfors, dem Norweger Pellerud. bzw. dem Engländer John Herdman. Marika Domanski-Lyfors war die erste ausländische Trainerin.
- Silvia Neid (Deutschland), Marika Domanski-Lyfors und Hope Powell (England) waren die einzigen Trainerinnen, die anderen 13 Mannschaften wurden von Männern trainiert.

## Schiedsrichterinnen
- Erste Schiedsrichterin, die 10 WM-Spiele leitete: Nicole Petignat (Schweiz) von 1999 bis 2007
- Tammy Ogston (Australien) ist die einzige Nichteuropäerin, die ein WM-Finale pfiff und leitete als erste Schiedsrichterin sowohl das Eröffnungsspiel als auch das Finale.

## Qualifikation
- 119 Mannschaften wurden zur Qualifikation gemeldet, 20 mehr als vier Jahre zuvor. Die UEFA sortierte aber wieder 12 spielschwache Mannschaften aus, die schon eine Vorqualifikation für die WM 2011 spielten.
- Deutschland konnte als einzige Mannschaft alle acht Qualifikationsspiele gewinnen. Dänemark, England, Norwegen und Schweden  konnten sich ebenfalls als Gruppensieger qualifizieren. Beste Torschützin der Qualifikation war die Schwedin Hanna Ljungberg mit 10 Toren.
- In Südamerika nahmen wieder alle CONMEBOL-Mitglieder an der Qualifikation teil. Die zehn Mannschaften spielten zuerst in zwei Vierergruppen, die beiden besten Mannschaften der beiden Gruppen dann in einer Gruppe. Argentinien erstmals als Südamerikameister und Brasilien als Vizemeister qualifizierten sich für die WM.
- In der CONCACAF-Qualifikation waren es für Aruba, Barbados, die Britischen Jungferninseln, die Caymaninseln, Grenada, die Niederländischen Antillen,  St. Kitts und Nevis, St. Vincent und die Grenadinen sowie die Turks- und Caicosinseln die allerersten Länderspiele. Die Mannschaften von Montserrat, Bahamas und Guyana zogen ihre Teilnahme zurück. Die USA qualifizierten sich als Meister und Kanada als Vizemeister. Mexiko musste wie vier Jahre zuvor in die interkontinentalen Play-offs gegen Japan und scheiterte erneut.
- Nach dem Wechsel des australischen Verbandes in den asiatischen Kontinentalverband, nahmen die Australierinnen erstmals an der Qualifikation in Asien teil und wurden hinter China, das aber als Gastgeber automatisch qualifiziert war, Vizemeister. Nordkorea konnte sich als Dritter ebenfalls direkt qualifizieren, Japan musste wieder den Weg über die Play-offs gehen.
- In Afrika wurde Gabun, das die Meisterschaft eigentlich ausrichten sollte, ausgeschlossen. Für  Benin und Togo waren es die ersten Länderspiele.  Botswana, Eritrea, die Republik Kongo (nach Erstrundensiegen), Lesotho, Libyen, Swaziland und Uganda zogen zurück. Dschibuti verzichtete nach einer 0:7-Niederlage  im ersten Länderspiel in Kenia auf das Rückspiel, ebenso die Zentralafrikanische Republik nach einer 0:4-Niederlage in ihrem ersten Länderspiel im Senegal und Namibia nach einer 0:9-Niederlage in Mosambik. Wie vier Jahre zuvor qualifizierten sich Nigeria als Afrikameister und Ghana als Vizemeister.
- In Ozeanien hatte Neuseeland durch den Wechsel Australiens in den asiatischen Verband keine Konkurrenz mehr und konnte sich mit drei Siegen und 21:1 Toren als Ozeanienmeister qualifizieren. Die Mannschaften der Salomonen, der Cookinseln, von Fidschi, Tahiti, Neukaledonien, Vanuatu und Amerikanisch-Samoa sagten vor Beginn des Turnieres ihre Teilnahme wieder ab.
- Erstmals konnten sich keine Neulinge qualifizieren.

## Besonderheiten
- Das 11:0 der deutschen Mannschaft gegen Argentinien war der höchste Sieg in einem Eröffnungsspiel und bis 2019 der höchste WM-Sieg beider Geschlechter
- Deutschland wurde als erste Mannschaft beider Geschlechter ohne ein Gegentor Weltmeister
- Mit Deutschland konnte erstmals der Titelverteidiger den WM-Titel verteilen und als erste Mannschaft, die zweimal in Folge das Finale erreichte, dieses auch gewinnen.
- Als bisher einziges Land stellte Deutschland mit dem Titelgewinn sowohl bereits den zweimaligen Weltmeister der Frauen als auch den der Männer – aber nie beide Titel gleichzeitig
- Als Weltmeister löste Deutschland wie vier Jahre zuvor die USA als Führenden der im Juli 2003 eingeführten FIFA-Weltrangliste der Frauen ab.
- Erster Elfmeter in einem Finale: Deutschland – Brasilien am 30. September 2007 in der 64. Minute, geschossen von Marta durch Nadine Angerer gehalten
- Deutschland konnte als erste Mannschaft zum zweiten Mal auf dem Gebiet einer anderen Konföderation gewinnen: 2003 in Mittel- und Nordamerika, 2007 in Asien
- Brasilien erreichte mit dem zweiten Platz seine bisher beste Platzierung
- Für Deutschland wurde bei der WM 2003 begonnene WM-übergreifende Rekordzeit von 679 Spielminuten ohne Gegentor fortgesetzt, begonnen nach dem 0:1-Gegentor im Finale 2003 und endend mit dem Anschlusstor zum 1:2 im Eröffnungsspiel der WM 2011, womit der von China bei der WM 2003 aufgestellte Rekord von 442 Minuten ohne Gegentor überboten wurde.
- Deutschland setzte die bei der vorherigen  WM begonnene WM-übergreifende Rekordserie von 15 Spielen ohne Niederlage in Folge fort, die erst durch die Viertelfinalniederlage bei der WM 2011 gegen Japan endete. Mit dem Sieg im Finale überboten sie den Rekord der USA.
- Für Nordkorea (2007–) begann bei dieser WM die längste Serie ohne eigenes Tor mit je 4 Spielen, womit sie 2011 den Rekord von Ghana (1999–2003), Japan (1991–2005) und Nigeria (1991–1995) einstellten. Für Nigeria begann zum zweiten Mal eine Serie von vier Spielen ohne Tor, die bei der WM 2011 endete.
- Erstmals kam es im Endspiel zu einer Paarung Europa gegen Südamerika
- Deutschland benötigte die meisten Spiele, um Weltmeister zu werden: 8 Qualifikations- und sechs Endrundenspiele und blieb in allen 14 Spielen ungeschlagen.
- Die USA, Nigeria, Nordkorea und Schweden spielten wie 2003 in einer Vorrundengruppe.
- China schied als bisher einziger Gastgeber zum zweiten Mal im Viertelfinale aus.
- Brasilien gewann als bisher einzige Mannschaft zum zweiten Mal gegen den Gastgeber.
- Die 0:4-Niederlage Chinas gegen Brasilien ist die bisher Höchste eines Gastgebers.
- China ist bis heute der einzige Gastgeber, der in der Vorrunde mehr Tore kassierte als er schoss: 5:6 Tore
- Das Spiel um Platz 3 ist das torreichste Spiel um diesen Platz, die USA besiegte Norwegen mit 4:1.
- Zum bisher einzigen Mal wurden alle K.-o.-Spiele in der regulären Spielzeit entschieden.

## Fortlaufende Rangliste
| Rang | Mannschaft               | Teilnahmen | Spiele | Gewonnen | Unentschieden | Verloren | Tore  | Tordifferenz | Punkte |
| ---- | ------------------------ | ---------- | ------ | -------- | ------------- | -------- | ----- | ------------ | ------ |
| 01   | Vereinigte Staaten** (=) | 5          | 30     | 24       | 3             | 3        | 85:25 | +62          | 75     |
| 02   | Deutschland** ↑1         | 5          | 28     | 20       | 3             | 5        | 84:27 | +57          | 63     |
| 03   | Norwegen* ↓1             | 5          | 28     | 19       | 2             | 7        | 75:36 | +39          | 59     |
| 04   | Volksrepublik China (=)  | 5          | 24     | 13       | 5             | 6        | 48:25 | +23          | 44     |
| 05   | Schweden (=)             | 5          | 23     | 13       | 2             | 8        | 44:28 | +16          | 41     |
| 06   | Brasilien (=)            | 5          | 22     | 12       | 3             | 7        | 46:32 | +14          | 39     |
| 07   | Kanada ↑1                | 4          | 15     | 4        | 3             | 8        | 25:39 | −14          | 15     |
| 08   | Russland ↓1              | 2          | 8      | 4        | 0             | 4        | 16:14 | +2           | 12     |
| 09   | England ↑5               | 2          | 8      | 3        | 2             | 3        | 14:15 | −1           | 11     |
| 10   | Japan ↑1                 | 5          | 16     | 3        | 2             | 11       | 13:40 | −27          | 11     |
| 11   | Italien ↓2               | 2          | 7      | 3        | 1             | 3        | 11:08 | +3           | 10     |
| 12   | Nordkorea ↑1             | 3          | 10     | 3        | 1             | 6        | 12:17 | −5           | 10     |
| 13   | Dänemark ↓3              | 4          | 14     | 3        | 1             | 10       | 19:26 | −7           | 10     |
| 14   | Nigeria ↓2               | 5          | 16     | 2        | 2             | 12       | 14:48 | −34          | 8      |
| 15   | Australien ↑3            | 4          | 13     | 1        | 4             | 8        | 18:32 | −14          | 7      |
| 16   | Frankreich ↓1            | 1          | 3      | 1        | 1             | 1        | 02:03 | −1           | 4      |
| 17   | Ghana ↓1                 | 3          | 3      | 1        | 1             | 7        | 06:30 | −24          | 4      |
| 18   | Chinesisch Taipeh ↓1     | 1          | 4      | 1        | 0             | 3        | 02:15 | −13          | 3      |
| 19   | Südkorea (=)             | 1          | 3      | 0        | 0             | 3        | 01:11 | −10          | 0      |
| 20   | Mexiko ↑1                | 1          | 3      | 0        | 0             | 3        | 01:15 | −14          | 0      |
| 21   | Neuseeland ↓2            | 2          | 6      | 0        | 0             | 6        | 01:20 | −19          | 0      |
| 22   | Argentinien ↓1           | 2          | 6      | 0        | 0             | 6        | 02:33 | −31          | 0      |

Anmerkungen:
- Kursiv gesetzte Mannschaften waren 2007 nicht dabei, die fett gesetzte Mannschaft gewann das Turnier